# Tajmyr (schip, 1909)

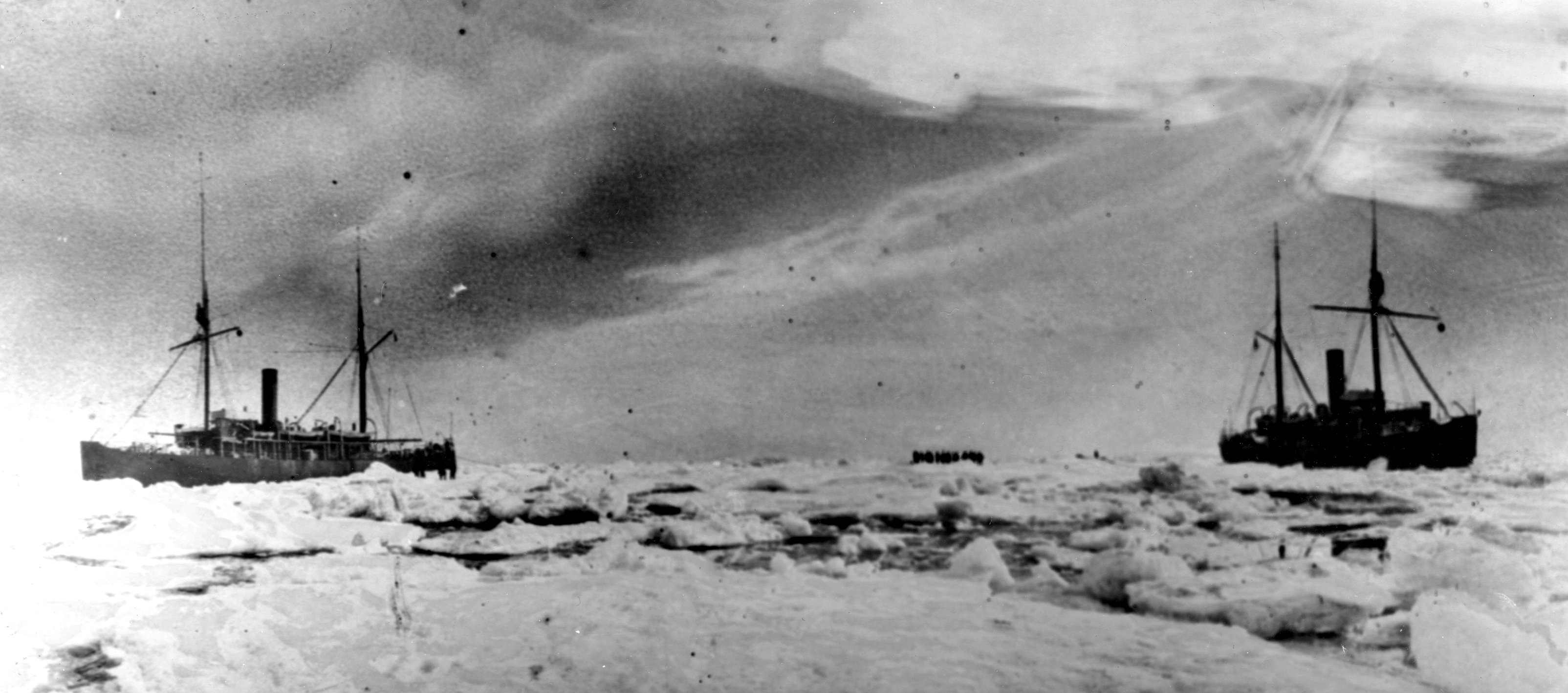
De Tajmyr en de Vajgatsj in de Noordelijke IJszee

Tajmyr (Russisch: Таймыр) was een ijsbreker-stoomboot van 1200 ton, in dienst van de Russische Keizerlijke Marine en later van de Sovjet-Unie. Het werd gebouwd in Sint-Petersburg in 1909 en is vernoemd naar het schiereiland Tajmyr. De Tajmyr en haar zusterschip ijsbreker Vajgatsj werden gebouwd voor het uitkammen van de nog niet gekarteerde gebieden van de Noordelijke Zeeroute in een operatie die bekend werd als de 'Hydrografische Expeditie naar de Noordelijke IJszee.

## Onderzoek
In de herfst van 1910 werd begonnen met de eerste onderzoekstocht. De Tajmyr en de Vajgatsj verlieten hierbij Vladivostok en voeren naar de Tsjoektsjenzee met aan boord een aantal wetenschappers, die de daaropvolgende vijf jaren zich bezighielden met dieptebepalingen en het uitvoeren van onderzoeken tijdens de dooi. Voor elke winter, wanneer het ijs te ver aangegroeid was, voeren ze terug naar Vladivostok om er de lente af te wachten. In 1911 deden de beide ijsbrekers als eerste Russische schepen het eiland Wrangel aan.
Een van de grootste successen van de expeditie vormde de precieze kartering van de Noordelijke Zeeroute en de ontdekking van Noordland ("Keizer Nicolaas II-land") in 1913. Beide ijsbrekers werden in die tijd beschouwd als de beste ter wereld.
In 1914 was Boris Vilkitski kapitein op de Tajmyr en leidde als zodanig de hele expeditie, die toen gericht was op het doorvaren van de hele Noordelijke Zeeroute tot aan Archangelsk. Door zwaar weer en moeilijke ijscondities wisten de beide schepen echter niet door de hele Karazee te komen en werden daardoor gedwongen om te overwinteren in de Dikabaai (westzijde schiereiland Tajmyr). Met het inzetten van de dooi in 1915 voeren ze verder naar Archangelsk, waar ze een warm onthaal kregen.
Op 19 februari 1938 voeren de ijsbrekers Tajmyr en Moerman uit om de poolonderzoekers op te halen van het eerste drijvende poolstation ter wereld, de Noordpool-1 (een negen maanden durende expeditie onder leiding van Otto Schmidt).
Begin jaren 1950 werd het schip uit dienst genomen.